# 卡西克
卡西克（西班牙語：Cacique，西班牙語：[kaˈsike]，葡萄牙語：[kɐˈsikɨ, kaˈsiki]），女性形式为卡西卡（cacica），是指泰诺人的部落首领，他们统治着“卡西卡兹戈”。西班牙在美洲建立殖民地后，當地官員會指派卡西克，也有卡西克經西班牙官員同意後經世袭和选举产生。卡西克享有免除赋役的特权，卡西克還會与西班牙人通婚。